# Nathalie Thiede
Pour les articles homonymes, voir Thiede.
Nathalie Thiede est une actrice allemande née le 2 juin 1987 à Hambourg.
Elle a d’abord étudié à l’école de Hambourg où elle a appris la danse, le théâtre, le jazz, le hip-hop et le chant. Puis elle est devenue chanteuse au sein du groupe allemand Die Lollipops (en), elle a également travaillé comme mannequin pour plusieurs sociétés allemandes. Son premier rôle à la télévision fut celui de Nina Sommer dans la série allemande Le Rêve de Diana entre 2006 et 2009.

## Filmographie
- 2006-2009 : Le Rêve de Diana : Nina Sommer (VF : Olivia Luccioni)